# Каникулы (фильм, 2015)
«Каникулы» (англ. Vacation) — американский приключенческий комедийный фильм режиссёров и сценаристов Джона Фрэнсиса Дэйли и Джонатана М. Голдштейна. Продолжение серии фильмов «Каникулы» с повзрослевшим главным героем Расти Гризволдом, решившим устроить своей семье столь же незабываемые каникулы, что были у него в детстве.

## Сюжет
Молодой отец и примерный семьянин Расселл Гризвольд хочет сплотить семью и воссоздать каникулы из своего детства. Вместе с супругой и двумя сыновьями он решает совершить путешествие через всю страну, направляясь в самый лучший тематический парк США, Walley World. Поначалу их путешествие проходит гладко, но чем дальше они удаляются от дома, тем больше проблем возникает.
В частности, в середине фильма вся семья, считая, что перед ними горячий источник, ныряет в фекалии и обмазывается ими.
Однако, несмотря на все трудности, глава семьи намерен завершить своё путешествие и устроить себе и своей семье отличные каникулы.

## В ролях
| Актёр             | Роль                                 |
| ----------------- | ------------------------------------ |
| Эд Хелмс          | Расселл «Расти» Гризвольд            |
| Кристина Эпплгейт | Дебби Гризвольд жена Расти           |
| Скайлер Джизондо  | Джеймс Гризвольд старший сын         |
| Стил Стеббинс     | Кевин Гризвольд младший сын          |
| Крис Хемсворт     | Стоун Крэнделл муж Одри              |
| Лесли Манн        | Одри Гризвольд-Крэнделл сестра Расти |
| Чеви Чейз         | Кларк Гризвольд                      |
| Беверли Д’Анджело | Эллен Гризвольд                      |
| Чарли Дэй         | Чед гид                              |
| Катрин Миссал     | Адена возлюбленная Джеймса           |
| Рон Ливингстон    | Итан соперник Расти                  |
| Норман Ридус      | дальнобойщик                         |
| Киган-Майкл Кей   | Джек Питерсон сосед                  |
| Реджина Холл      | Ненси Питерсон                       |
| Элизабет Гиллис   | Хизер                                |
| Тим Хайдекер      | коп из Юты                           |
| Ник Кролл         | коп из Колорадо                      |
| Кэйтлин Олсон     | коп из Аризоны                       |
| Майкл Пенья       | коп из Нью-Мексико                   |

## Производство

### Подготовка
В 2010 году кинокомпанией New Line Cinema, принадлежащей выпустившей предыдущие фильмы Warner Bros., было объявлено о начале производства нового фильма «Каникулы». Согласно продюсеру Дэвиду Добкину и сценаристам Джону Фрэнсису Дэйли и Джонатану М. Голдштейну, сюжет фильма фокусируется на Расти Грисвольде и приключений его семьи — попытке вовремя добраться до постепенно закрывающегося тематического парка развлечений.
В июле 2012 года было объявлено о присоединении к производству фильма Эда Хелмса как исполнителя главной роли — Расселла «Расти» Грисвольда. 28 марта 2013 года Variety было объявлено о начале переговоров со звёздами оригинальной серии фильмов — Беверли Д’Анджело и Чеви Чейзом для появления в роли камео. 23 апреля 2013 года было объявлено о приостановлении производства фильма из-за творческих разногласий. К тому времени к фильму присоединились Крис Хемсворт и Чарли Дэй. Скайлер Джизондо и Стил Стеббинс сыграют роли сыновей Расти Грисвольда, играя наряду с Хелмсом и Эпплгейт. 15 сентября к актёрскому составу присоединилась Лесли Манн как исполнительница роли сестры Расти Одри Грисвольд-Крэнделл. 29 сентября Киган-Майкл Ки и Реджина Холл подтвердили своё участие в фильме как друзья семьи Грисвольдов. 12 ноября подтвердили своё участие в ролях четырёх полицейских Тим Хайдекер, Ник Кролл, Кэйтлин Олсон и Майкл Пенья.

## Прокат
В Канаде и США фильм вышел в прокат 29 июля 2015 года, в Малайзии, России и Уругвае — 27 августа 2015 года, в Польше, на Тайване и в ЮАР — 4 сентября 2015 года, в Бразилии и Нидерландах — 10 сентября 2015 года.